# Abre tus ojos
Abre tus ojos é uma telenovela argentina produzida pela empresa RGB Entertainment e exibida pelo El Trece entre 6 de outubro de 2003 e 19 de março de 2004. 
Foi protagonizada por Romina Yan e Iván Espeche e antagonizada por Cristina Alberó, Gustavo Guillén e Ximena Fassi. 

## Elenco
- Romina Yan como Rocío Mazzini.
- Iván Espeche como Pablo Parodi.
- Cecilia Maresca como Ángela Mazzini.
- Horacio Peña como Atilio Mazzini.
- Cristina Alberó como Luisa.
- Gustavo Guillén como Ludueña.
- Ximena Fassi como Julia.
- Susana Ortiz como la hermana Amanda.
- Betty Villar como Soledad.
- Silvina Bosco como Clara.
- Mario Alarcón como Nino.
- Sergio Surraco como Diego.
- Emilio Bardi como Goyo.
- Horacio Erman como Pereira.
- Aldo Pastur como Sebastián.
- Ricardo Morán como Juan.
- Alejandro Awada como El Coronel.
- Diego Alcalá como Fer.
- Mariela Castro Balboa como Rosa.
- Sol Moreno como Celeste.
- Daniel De Vitta como Cholo.
- Roberto Fiore como Manuel.
- Silvia Merlino como Zulma.
- Pietro Gian como González.